# UCI Oceania Tour 2006
L'UCI Oceania Tour 2006 fu la seconda edizione dell'UCI Oceania Tour, uno dei cinque circuiti continentali di ciclismo dell'Unione Ciclistica Internazionale. Era composto da sette corse che si svolsero tra ottobre 2005 e gennaio 2006 in Australia e Nuova Zelanda.

## Calendario

### Ottobre 2005
| Data | Prova                            | Cat. | Vincitore       | Squadra         |
| ---- | -------------------------------- | ---- | --------------- | --------------- |
| 9-15 | Herald Sun Tour                  | 2.1  | Simon Gerrans   | AG2R Prévoyance |
| 22   | Melbourne to Warrnambool Classic | 1.2  | Jonas Ljungblad | Amore & Vita    |

### Novembre 2005
| Data | Prova             | Cat. | Vincitore       | Squadra              |
| ---- | ----------------- | ---- | --------------- | -------------------- |
| 7-12 | Tour of Southland | 2.2  | Gordon McCauley | Trek-Zookeepers Cafe |

### Dicembre 2005
| Data | Prova                             | Cat. | Vincitore       | Squadra       |
| ---- | --------------------------------- | ---- | --------------- | ------------- |
| 3    | Campionati oceaniani - Cronometro | CC   | Gordon McCauley | Nuova Zelanda |
| 4    | Campionati oceaniani - In linea   | CC   | Gordon McCauley | Nuova Zelanda |

### Gennaio
| Data  | Prova              | Cat. | Vincitore       | Squadra         |
| ----- | ------------------ | ---- | --------------- | --------------- |
| 17-22 | Tour Down Under    | 2.HC | Simon Gerrans   | AG2R Prévoyance |
| 26-30 | Tour of Wellington | 2.2  | Hayden Roulston | Team Subway     |

## Classifiche
Risultati finali.
| Pos. | Corridore         | Squadra          | Punti  |
| ---- | ----------------- | ---------------- | ------ |
| 1    | Gordon McCauley   | Successfulliving | 180,66 |
| 2    | Logan Hutchings   |                  | 105    |
| 3    | Clinton Avery     |                  | 100    |
| 4    | Phillip Thuaux    | Drapac           | 78,2   |
| 5    | Dominique Perras  | Kodakgallery     | 76,2   |
| 6    | Russell Van Hout  | Savings & L.     | 75,2   |
| 7    | Wesley Sulzberger | Southaustralia   | 71,2   |
| 8    | Timothy Gudsell   |                  | 62,66  |
| 9    | David McCann      | Giant Asia       | 52     |
| 10   | Greg Henderson    | Health Net       | 51,66  |

| Pos. | Squadra                        | Punti  |
| ---- | ------------------------------ | ------ |
| 1    | Successfulliving.com           | 180,66 |
| 2    | Southaustralia.com-AIS         | 174,2  |
| 3    | Drapac-Porsche                 | 147,4  |
| 4    | Savings & Loans                | 121    |
| 5    | Health Net presented by Maxxis | 97,52  |
| 6    | Kodakgallery.com               | 84,2   |
| 7    | DFL-Cyclingnews-Litespeed      | 62,66  |
| 8    | Giant Asia Racing Team         | 52     |
| 9    | Marco Polo Cycling Team        | 49     |
| 10   | Unibet.com                     | 47     |

| Pos. | Nazione       | Punti   |
| ---- | ------------- | ------- |
| 1    | Australia     | 1 532,6 |
| 2    | Nuova Zelanda | 940,44  |